# Supercopa de España de Fútbol 1988
La Supercopa de España de 1988 fue la V edición del torneo, correspondiente a la temporada 1988-89. Se disputó entre el campeón de Liga 1987-88, el Real Madrid, y el campeón de la Copa del Rey de 1987-88, el F. C. Barcelona. 
Se jugó en partidos de ida y vuelta, el 21 de septiembre en Madrid y el 29 de septiembre en Barcelona.
El Real Madrid fue el campeón del torneo por 3-2 en el cómputo global.
| Bandera de la Comunidad de Madrid | 3 - 2 | Bandera de Cataluña |
| Real Madrid C. F. 2 1             | 3 - 2 | F.C. Barcelona 0 2  |
| --------------------------------- | ----- | ------------------- |

## Supercopa de 1988
| Real Madrid C. F. |  | Bandera de la Comunidad de Madrid |  | Campeón de la Primera División de España (1987/88) |
| F. C. Barcelona   |  | Bandera de Cataluña               |  | Campeón de la Copa del Rey de fútbol (1987-88)     |

### Partido de ida
| 21 de septiembre de 1988 21:30 CET | Real Madrid                   | 2 – 0 | F.C. Barcelona | Santiago Bernabéu, Madrid,                                   |                                                              |
|                                    | Míchel 51' · Hugo Sánchez 78' |       |                | Asistencia: 70.000 espectadores Árbitro(s): Urizar Azpitarte | Asistencia: 70.000 espectadores Árbitro(s): Urizar Azpitarte |

| 1          | POR        | Paco Buyo                   |     |
| 2          | DEF        | Jesús Solana                |     |
| 4          | DEF        | Miguel Tendillo             |     |
| 10         | DEF        | Ricardo Gallego             |     |
| 3          | DEF        | Esteban Gutiérrez Fernández |     |
| 6          | MED        | Míchel                      |     |
| 8          | MED        | Bernd Schuster              |     |
| 5          | MED        | Manuel Sanchís              |     |
| 11         | MED        | Rafael Martín Vázquez       | 65' |
| 7          | DEL        | Emilio Butragueño           | 77' |
| 9          | DEL        | Hugo Sánchez                |     |
| Entrenador | Entrenador | Leo Beenhakker              |     |

| 1          | POR        | Andoni Zubizarreta       |     |
| 2          | DEF        | Luis María López Rekarte |     |
| 3          | DEF        | José Ramón Alexanco      |     |
| 5          | DEF        | Julio Alberto            | 46' |
| 8          | DEF        | Roberto Fernández        |     |
| 4          | MED        | Luis Milla               |     |
| 6          | MED        | José Mari Bakero         |     |
| 10         | MED        | Miquel Soler             |     |
| 7          | DEL        | Francisco José Carrasco  | 69' |
| 9          | DEL        | Julio Salinas            |     |
| 11         | DEL        | Txiki Begiristain        |     |
| Entrenador | Entrenador | Johan Cruyff             |     |

| 14 | MED | Rafael Gordillo | 65' |
| 16 | DEL | Paco Llorente   | 77' |

| 14 | DEF | Urbano Ortega     | 46' |
| 16 | MED | Eusebio Sacristán | 69' |

|  | 51' | Míchel       | 1-0 |
|  | 78' | Hugo Sánchez | 2-0 |

|  | 33' | Hugo Sánchez   |
|  | 77' | Bernd Schuster |

|  | 8' | Luis María López Rekarte |

| Árbitro: | Urizar Azpitarte |

| 1          | POR        | Paco Buyo                   |     |
| 2          | DEF        | Jesús Solana                |     |
| 4          | DEF        | Miguel Tendillo             |     |
| 10         | DEF        | Ricardo Gallego             |     |
| 3          | DEF        | Esteban Gutiérrez Fernández |     |
| 6          | MED        | Míchel                      |     |
| 8          | MED        | Bernd Schuster              |     |
| 5          | MED        | Manuel Sanchís              |     |
| 11         | MED        | Rafael Martín Vázquez       | 65' |
| 7          | DEL        | Emilio Butragueño           | 77' |
| 9          | DEL        | Hugo Sánchez                |     |
| Entrenador | Entrenador | Leo Beenhakker              |     |

| 1          | POR        | Andoni Zubizarreta       |     |
| 2          | DEF        | Luis María López Rekarte |     |
| 3          | DEF        | José Ramón Alexanco      |     |
| 5          | DEF        | Julio Alberto            | 46' |
| 8          | DEF        | Roberto Fernández        |     |
| 4          | MED        | Luis Milla               |     |
| 6          | MED        | José Mari Bakero         |     |
| 10         | MED        | Miquel Soler             |     |
| 7          | DEL        | Francisco José Carrasco  | 69' |
| 9          | DEL        | Julio Salinas            |     |
| 11         | DEL        | Txiki Begiristain        |     |
| Entrenador | Entrenador | Johan Cruyff             |     |

| 14 | MED | Rafael Gordillo | 65' |
| 16 | DEL | Paco Llorente   | 77' |

| 14 | DEF | Urbano Ortega     | 46' |
| 16 | MED | Eusebio Sacristán | 69' |

|  | 51' | Míchel       | 1-0 |
|  | 78' | Hugo Sánchez | 2-0 |

|  | 33' | Hugo Sánchez   |
|  | 77' | Bernd Schuster |

|  | 8' | Luis María López Rekarte |

| Árbitro: | Urizar Azpitarte |

### Partido de vuelta
| 29 de aeptiembre de 1988 21:15 CET | F.C. Barcelona          | 2 – 1 | Real Madrid    | Camp Nou, Barcelona,                                  |                                                       |
|                                    | Bakero 37' · Bakero 78' |       | Butragueño 15' | Asistencia: 55.000 espectadores Árbitro(s): Pes Pérez | Asistencia: 55.000 espectadores Árbitro(s): Pes Pérez |

| 1          | POR        | Andoni Zubizarreta       |     |
| 5          | DEF        | Urbano Ortega            |     |
| 3          | DEF        | Ricardo Serna            |     |
| 2          | DEF        | Luis María López Rekarte |     |
| 8          | DEF        | Eusebio Sacristán        |     |
| 4          | MED        | Roberto Fernández        |     |
| 6          | MED        | José Mari Bakero         |     |
| 10         | MED        | Miquel Soler             | 46' |
| 7          | DEL        | Francisco José Carrasco  | 83' |
| 9          | DEL        | Julio Salinas            |     |
| 11         | DEL        | Txiki Begiristain        |     |
| Entrenador | Entrenador | Johan Cruyff             |     |

| 1          | POR        | Paco Buyo                   |     |
| 2          | DEF        | Jesús Solana                |     |
| 4          | DEF        | Miguel Tendillo             |     |
| 5          | DEF        | Manolo Sanchís              |     |
| 3          | DEF        | Esteban Gutiérrez Fernández |     |
| 6          | MED        | Míchel                      |     |
| 8          | MED        | Bernd Schuster              | 86' |
| 10         | MED        | Ricardo Gallego             |     |
| 11         | MED        | Rafael Martín Vázquez       |     |
| 7          | DEL        | Emilio Butragueño           | 83' |
| 9          | DEL        | Hugo Sánchez                |     |
| Entrenador | Entrenador | Leo Beenhakker              |     |

| 15 | DEL | Gary Lineker | 46' |
| 16 | MED | Luis Milla   | 83' |

| 14 | MED | Rafael Gordillo | 83' |

|  | 37' | José Mari Bakero | 1-1 |
|  | 78' | José Mari Bakero | 2-1 |

|  | 15' | Emilio Butragueño | 0-1 |

|  | 6'  | Míchel                |
|  | 45' | Rafael Martín Vázquez |

| Árbitro: | Pes Pérez |

| 1          | POR        | Andoni Zubizarreta       |     |
| 5          | DEF        | Urbano Ortega            |     |
| 3          | DEF        | Ricardo Serna            |     |
| 2          | DEF        | Luis María López Rekarte |     |
| 8          | DEF        | Eusebio Sacristán        |     |
| 4          | MED        | Roberto Fernández        |     |
| 6          | MED        | José Mari Bakero         |     |
| 10         | MED        | Miquel Soler             | 46' |
| 7          | DEL        | Francisco José Carrasco  | 83' |
| 9          | DEL        | Julio Salinas            |     |
| 11         | DEL        | Txiki Begiristain        |     |
| Entrenador | Entrenador | Johan Cruyff             |     |

| 1          | POR        | Paco Buyo                   |     |
| 2          | DEF        | Jesús Solana                |     |
| 4          | DEF        | Miguel Tendillo             |     |
| 5          | DEF        | Manolo Sanchís              |     |
| 3          | DEF        | Esteban Gutiérrez Fernández |     |
| 6          | MED        | Míchel                      |     |
| 8          | MED        | Bernd Schuster              | 86' |
| 10         | MED        | Ricardo Gallego             |     |
| 11         | MED        | Rafael Martín Vázquez       |     |
| 7          | DEL        | Emilio Butragueño           | 83' |
| 9          | DEL        | Hugo Sánchez                |     |
| Entrenador | Entrenador | Leo Beenhakker              |     |

| 15 | DEL | Gary Lineker | 46' |
| 16 | MED | Luis Milla   | 83' |

| 14 | MED | Rafael Gordillo | 83' |

|  | 37' | José Mari Bakero | 1-1 |
|  | 78' | José Mari Bakero | 2-1 |

|  | 15' | Emilio Butragueño | 0-1 |

|  | 6'  | Míchel                |
|  | 45' | Rafael Martín Vázquez |

| Árbitro: | Pes Pérez |

| Campeón Supercopa de España 1988 |
| -------------------------------- |
| Real Madrid 1° Título            |

| Predecesor: Supercopa de España 1985 | Supercopa de España 1988 | Sucesor: Supercopa de España 1989 |